# Atari G1
Atari G1 es una Placa de arcade creada por Atari destinada a los salones arcade.

## Descripción
El Atari G1 fue lanzada por Atari en 1990.
El sistema tenía un procesador Morotola 68000, específicamente un MC68HC000P12F a una velocidad de 16 MHz. Con respecto al audio, este estaba compuesto por el kit Stand-Alone Audio II, albergando un 6502 a 1.790 MHz que manejaba los chips de sonido Yamaha YM2151 y el OKI 6295 ADPCM. Como medidas de protección, incluía el Slapstic : 137412-116 para el juego Hydra y el Slapstic : 137412-111 para el juego Pit Fighter.
En esta placa funcionaron 2 títulos.

## Especificaciones técnicas

### Procesador
- Morotola 68000P8 trabajando a 16 MHz

### Audio
kit Stand-Alone Audio II:
- 6502 a 1.790 MHz

Chips de sonido:
- - Yamaha YM2151
  - OKI 6295 ADPCM

### Protección
- Slapstic : 137412-116 (para el juego Hydra)
- Slapstic : 137412-111 (para el juego Pit Fighter)

## Lista de videojuegos
- Hydra
- Pit Fighter